# James Halliday
James Halliday (ur. 19 stycznia 1918 w Farnworth, zm. 6 czerwca 2007) – brytyjski sztangista, brązowy medalista olimpijski.
Swój pierwszy medal na arenie międzynarodowej wywalczył podczas igrzysk olimpijskich w Londynie, gdzie zdobył brązowy medal w wadze lekkiej. W zawodach tych wyprzedzili go tylko dwaj Egipcjanie: Ibrahim Szams i Atijja Hammuda. Na rozgrywanych cztery lata później igrzyskach olimpijskich w Helsinkach w tej samej kategorii wagowej nie ukończył rywalizacji, paląc wszystkie próby w podrzucie. Ponadto wywalczył złote medale: w kategorii lekkiej na igrzyskach Imperium Brytyjskiego w Auckland w 1950 roku oraz w wadze średniej podczas igrzysk Imperium Brytyjskiego i Wspólnoty Brytyjskiej w Vancouver cztery lata później. 
Halliday służył w British Army podczas II wojny światowej. Brał między innymi udział w operacji Dynamo, następnie został przeniesiony na front dalekowschodni. Trafił do niewoli japońskiej, podczas której zmuszony był do pracy przy Kolei Birmańskiej. Gdy w 1946 roku został zwolniony z niewoli, ważył 38 kg.